# Alfacoronavirus
Alfacoronavirus (Alpha-CoV) è uno dei quattro generi, insieme a Beta-, Gamma-, e Deltacoronavirus della sottofamiglia Orthocoronavirinae nella famiglia dei Coronaviridae, dell'ordine Nidovirales.
Essi hanno un rivestimento (envelope), e sono virus a RNA a singolo filamento positivo.
Il genere Alfacoronavirus, precedentemente noto come gruppo 1 dei Coronavirus, CoV-1, comprende i sottogruppi 1a e 1b, che sono prototipati rispettivamente da coronavirus umano 229E (HCoV-229E) e HCoV-NL63, nonché dalla nuova specie alfacoronavirus 1 (inclusi i virus della gastroenterite trasmissibile suina, TGEV; coronavirus aviario, IBV; coronavirus canino, CCoV; coronavirus felino, FCoV).